# Phasia moerens
Phasia moerens là một loài ruồi trong họ Tachinidae.